# Alfa Romeo 900A
Les Alfa Romeo 900A & 900AU sont des modèles d'autobus (AU) urbain, (A-AI) interurbain et GT fabriqués par le constructeur italien Alfa Romeo V.I. SpA de 1950 à 1958. Cette série comprenait des versions à caisses rigides et articulées.

## Histoire
Ces modèles remplacent la gamme Alfa Romeo 140A. Le véhicule repose sur un châssis polyvalent, à 2 essieux pour la version courte urbaine, à 3 essieux simples d'une longueur de 17,9 mètres pour la version articulée et 18,8 - 20,6 et 22,00 mètres à 4 essieux simples pour les versions interurbaines avec remorque. Le moteur est un Alfa Romeo diesel 6 cylindres à injection directe type AR.1606, d'une cylindrée de 9.495 cm3, développant 130 ch CUNA. Le nombre de places, selon la norme italienne, est de :
- 49 places assises dans les versions autocar de ligne et GT,
- 82 passagers dont 20 assis dans la version autobus urbain rigide à 2 essieux,
- 125 passagers dont 31 assis dans la version autobus urbain articulé à 3 essieux,
- 150 passagers dont 40 assis dans la version autobus urbain avec remorque à 4 essieux.

Les premiers exemplaires ont été livrés aux sociétés des transports publics ATM Milan et ATAC de Rome), qui en compte 105 dès 1948. Son principal concurrent italien est alors le Fiat 680RN. Tous les véhicules construits sont restés en service durant plus de 20 ans en Italie puis ont été revendus dans différents pays dont la Grèce.
Liste de différentes séries produites pour l'ATM Milan :
- 900AU urbain carrosserie Caproni : 14 exemplaires construits entre 1952 et 1955,
- 900A urbain articulé carrosserie Macchi : 4 exemplaires construits de 1955 à 1956,
- 900AIS interurbain avec remorque carrosserie Macchi : 29 exemplaires construits en 1955/56,

Selon l'ouvrage de Stefano Salvetti : L'altra Alfa, la production totale s'élève à 502 exemplaires d'autobus et autocars plus 50 trolleybus Alfa Romeo 900AF. 
Les archives des sociétés municipales de transport des villes de Bergame, Brescia, Trieste et La Spezia font état de ce modèles dans leur parc. Plusieurs unités ont été revendues par l'ATM de Trieste à l'ATM de Salerne. Ces véhicules ont reçu des carrosseries signées Casaro, CAB, Dalla Via, Macchi, Piaggio et Cantieri Riuniti dell'Adriatico. La plupart des autocars GT ont reçu une carrosserie signée par Bianchi, Ambrosini ou Varesina.

## La version avec remorque 900AIS
Cette version est due à la Carrozzeria Macchi qui vante une longue collaboration avec Alfa Romeo Bus. En plus des versions standards urbaines du 900AU, Macchi propose la version articulée à 3 essieux, semblable à celle des autobus articulés modernes du XXIe siècle, mais également une version autocar avec remorque inter-communicante à soufflet.
Ce modèle, destiné à l'ATM Milan, repose sur l'autobus 900A 2 essieux et une remorque à 2 essieux simples. Il mesure 20 mètres de longueur et peut transporter 150 passagers. Il est muni de seulement 2 portes doubles, l'une au milieu de la remorque pour y accéder avec la présence d'un receveur et la seconde entre les deux essieux avant pour sortir.

## Curiosité
Cet autobus marque une évolution des plus importantes dans la conception des autobus urbains avec son moteur à plat, placé sous le plancher entre les essieux. C'est un des tout premiers autobus urbains au monde à inaugurer cette solution.
Autre évolution notable, les portes des modèles carrossés par Sirio ne sont plus à soufflet mais à 2 vantaux ouvrant sur l'extérieur.

## L'évolution 901A
C'est entre la fin des années 1940 et le début des années 1950, que la position du moteur des autocars et autobus a le plus évolué. À l'origine, le moteur était traditionnellement placé à l'avant des véhicules ce qui ne posait aucun problème avec les cabines à capot. Lorsque les carrossiers ont dû affronter le problème de la maniabilité des autobus en milieu urbain à forte circulation, ils ont opté pour la cabine avancée ce qui, en plus, améliorait grandement la visibilité de conduite et augmentait sensiblement la capacité de transport. Le moteur se trouvait alors sous un capot à l'intérieur de l'habitacle. Vinrent ensuite les solutions avec le moteur à plat placé sous le plancher, solution qui libère toute la surface du plancher mais qui le rehausse d'autant. La solution la plus élaborée consista à repousser le moteur à l'arrière du véhicule, en porte-à-faux après l'essieu moteur. 
C'est ainsi que la Carrosserie Casaro a créé les premiers autocars et autobus avec cette configuration, avec une structure de son invention, le système "Tubocar". Le système "Tubocar" consiste à ne plus faire reposer la carrosserie sur un châssis mais d'avoir une structure métallique autoporteuse sur laquelle sont fixés les organes mécaniques. La carrosserie n'est alors qu'un simple habillage de la structure. Le principe avait été inventé aux États-Unis et breveté par General American Aerocoach Company de Chicago. Ce constructeur d'autocars, créée en 1939, a disparu en 1952. La Carrosserie Casaro, très célèbre carrossier novateur italien du secteur autocars et autobus, avait acquis une licence de fabrication, qu'elle avait améliorée et adaptée aux modèles fabriqués en Italie en utilisant son expérience acquise en matière aéronautique pour concevoir une structure tubulaire plus légère et plus rigide qu'une structure en profilés en U et L du brevet américain, mais aussi en partie en aluminium et non pas uniquement en acier.
Le premier constructeur qui a accepté de modifier un châssis pour adopter ce système a été Alfa Romeo avec le modèle 901A qui a été exposé au Salon de l'automobile de Turin 1948 sous la forme d'une structure tubulaire motorisée, sans carrosserie ni aménagement intérieur. Alfa Romeo fabriquait alors une version 901A avec châssis traditionnel destiné aux autres carrossiers; 37 exemplaires de cette première série traditionnelle ont été fabriqués entre 1948 et 1950.
Le premier prototype du type 901A Tubocar Casaro a été testé en début d'année 1949 et sa commercialisation débuta dans le courant de la même année. La demande pour ce nouveau type d'autocar ne tarda pas à décoller mais la production ne pouvait la satisfaire, notamment la clientèle étrangère après que le véhicule ait remporté, en 1950, le Grand Prix d'Honneur du Concours International de Véhicules Industriels, tous durent attendre le nouveau modèle 902A. L'Alfa Romeo 901A Tubocar a fait une tournée mondiale de présentation. Le 22 août 1950, il est à Buenos Aires et entame une tournée en Amérique du Sud.
Après avoir livré une première série de 32 exemplaires, un souci apparaît dans la précision de la commande de la boîte de vitesses avec le levier situé dans la cabine et la boîte dans le compartiment moteur à l'arrière. La puissance du moteur ne satisfait pas toujours pleinement la clientèle italienne, toujours à la recherche des moteurs plus puissants pour affronter les pentes des cols de la péninsule.
Le constructeur décide alors d'améliorer l'ensemble sans tarder et, en fin d'année 1950, lance le modèle 902A.

## Codification des autocars et autobus Alfa Romeo
La codification des autobus et autocars Alfa Romeo repose sur :
- un numéro de type à 3 chiffres
- une suite de lettres (1 à 3) pour la nature du véhicule :
  - A pour une version châssis motorisé à faire habiller par un carrossier,
  - AF pour la version trolleybus,
  - AI pour autocar GT ou de ligne interurbaine,
  - AU pour autobus urbain,
  - xxS pour snodato - articulé ou avec remorque,
- / un éventuel chiffre pour désigner la série supérieure à 1.

Exemple avec l'autocar articulé 900AIS/2 :
- 900 - numéro du type
- AIS - avec 
  - A pour autocar,
  - I pour interurbain,
  - S pour Snodato - articulé,
  - /2 pour deuxième série. (la référence /1 n'existe jamais).